# Szejnowo
Szejnowo (bułg. Шейново) – wieś w południowo-środkowej Bułgarii, w obwodzie Stara Zagora, w gminie Kazanłyk. Według danych Narodowego Instytutu Statystycznego, 31 grudnia 2011 roku wieś liczyła 1869 mieszkańców. Co roku 6 maja odbywa się sobór.